# Югоизточен регион
Югоизточния регион (на португалски: Região Sudeste) е административно-статистически регион в Бразилия. Влиза в геоикономическия регион Център – Юг. Населението на региона е 87 711 946 жители (по приблизителна оценка от юли 2018 г.). Заема площ от 924 511,292 км².

## Статистика
- Брутният вътрешен продукт за 2005 г. е 1 213 790 703 000 реала (данни: Бразилски институт по география и статистика).
- Брутният вътрешен продукт на човек от населението за 2005 г. е 15 468,00 реала (данни: Бразилски институт по география и статистика]).
- Индекс на човешко развитие за 2000 г. е 0,791 (данни: Програма за развитие на ООН).

## Състав на региона
В региона влизат следните щати:
1. Минас Жерайс
2. Рио де Жанейро
3. Сан Пауло
4. Еспириту Санту

## Демография
| Градове               | Население (2007) |
| --------------------- | ---------------- |
| Сао Пауло             | 10 886 534       |
| Рио де Жанейро        | 6 136 652        |
| Белу Оризонти         | 2 412 937        |
| Гуарулюс              | 1 283 253        |
| Кампинас              | 1 059 420        |
| Сау Гонсалу           | 982 832          |
| Сау Бернарду ду Кампу | 803 906          |

## Галерия
- Събор